# Bartramia macounii
Bartramia macounii är en bladmossart som beskrevs av Coe Finch Austin 1877. Bartramia macounii ingår i släktet äppelmossor, och familjen Bartramiaceae. Inga underarter finns listade i Catalogue of Life.